# Liste der Baudenkmäler in Dorsten
Die Liste der Baudenkmäler in Dorsten enthält die denkmalgeschützten Bauwerke auf dem Gebiet der Stadt Dorsten im Kreis Recklinghausen in Nordrhein-Westfalen (Stand: August 2009). Diese Baudenkmäler sind in der Denkmalliste der Stadt Dorsten eingetragen; Grundlage für die Aufnahme ist das Denkmalschutzgesetz Nordrhein-Westfalen (DSchG NRW).

Baudenkmäler sind „Denkmäler, die aus baulichen Anlagen oder Teilen baulicher Anlagen bestehen“. Die Denkmalliste der Stadt Dorsten umfasst 99 Baudenkmäler, darunter 35 Wohnhäuser, 17 Kleindenkmale, 16 Kirchen, Kapellen oder Klöster, elf Hofanlagen oder landwirtschaftliche Gebäude, acht öffentliche Gebäude, vier Industrie- oder Infrastrukturbauwerke, drei Adelssitze oder Wehranlagen, je zwei Wohn- und Geschäftshäuser und Friedhöfe sowie ein Geschäftshaus. Von den insgesamt 99 Baudenkmälern befinden sich 24 in der Altstadt, 15 in Holsterhausen, 14 in Hervest, elf in Lembeck, neun in Rhade, sieben in Wulfen, sechs in Feldmark, je fünf in Deuten und Hardt sowie drei in Altendorf-Ulfkotte. In Östrich befindet sich kein Baudenkmal.
Zusätzlich sind elf Bodendenkmäler in Teil B und die Bergarbeitersiedlung von 1913 bis 1929 in Hervest als Denkmalbereich in Teil D der Denkmalliste der Stadt Dorsten eingetragen. Außerdem wurde das Habiflex in der Neuen Stadt Wulfen (Jägerstraße 1–40) für die Denkmalliste vorgeschlagen. Es wurde von Richard Gottlob und Horst Klement 1971 beim Wohnungsbauwettbewerb „Flexible Wohnungsgrundrisse“ entworfen.

## Baudenkmäler
Die Liste umfasst falls vorhanden eine Fotografie des Denkmals, falls vorhanden den Namen, sonst kursiv den Gebäudetyp sowie die Adresse oder die Lage. Der Name entspricht dabei der Bezeichnung durch die Stadt Dorsten. Abkürzungen wurden zum besseren Verständnis aufgelöst, die Typografie an die in der Wikipedia übliche angepasst und Tippfehler korrigiert.
| Bild                                                       | Bezeichnung                                                | Lage                                                      | Beschreibung | Bauzeit                  | Eingetragen seit  | Denkmal- nummer |
| ---------------------------------------------------------- | ---------------------------------------------------------- | --------------------------------------------------------- | --- | ------------------------ | ----------------- | --------------- |
| Amtsgericht Dorsten                                        | Amtsgericht Dorsten                                        | Altstadt Alter Postweg 36 Karte                           | | 1927–1929                | 28. Juni 1985     | 1               |
| weitere Bilder                                             | katholische Pfarrkirche St. Agatha                         | Altstadt Recklinghäuser Straße 1 Karte                    | nach Entwurf des Kölner Architekten Otto Bongartz | 1951–1952                | 18. Oktober 1986  | 2               |
| Wohnhaus                                                   | Wohnhaus                                                   | Altstadt Alleestraße 30 Karte                             | |                          | 18. Oktober 1986  | 3               |
| weitere Bilder                                             | Wohnhaus                                                   | Altstadt An der Vehme 5 Karte                             | Spikerhaus |                          | 18. Oktober 1986  | 4               |
| Wohnhaus                                                   | Wohnhaus                                                   | Holsterhausen Borkener Straße 76 Karte                    | |                          | 18. Oktober 1986  | 5               |
| weitere Bilder                                             | Kreuz aus Stein                                            | Altstadt Westwall / Stadtmauer Karte                      | an den Mauerresten des Westwalls |                          | 18. Oktober 1986  | 6               |
| ehemalige Wassermühle                                      | ehemalige Wassermühle                                      | Altstadt Gladbecker Straße 88 Karte                       | |                          | 18. Oktober 1986  | 7               |
| weitere Bilder                                             | ehemalige Bonifatiusschule                                 | Holsterhausen Martin-Luther-Straße 1 Karte                | heutige Maria-Montessori-Schule (Astrid-Lindgren-Schule?) | 1928–1930                | 18. Oktober 1986  | 8               |
| Fachwerkhaus                                               | Fachwerkhaus                                               | Altstadt Kirchhellener Allee 60 Karte                     | |                          | 18. Oktober 1986  | 9               |
| weitere Bilder                                             | ehemalige Stadtwaage                                       | Altstadt Markt 1 Karte                                    | im alten Rathaus am Marktplatz |                          | 18. Oktober 1986  | 10              |
| weitere Bilder                                             | Stadtmauerreste                                            | Altstadt Westgraben Südgraben Karte                       | |                          | 18. Oktober 1986  | 11              |
| Kriegerdenkmal                                             | Kriegerdenkmal                                             | Altendorf-Ulfkotte Altendorfer Straße Karte               | |                          | 18. Oktober 1986  | 12              |
| Hof Rogge                                                  | Hof Rogge                                                  | Hardt Bestener Straße 70 Karte                            | |                          | 18. Oktober 1986  | 13              |
| Vennemannhof                                               | Vennemannhof                                               | Hardt Bestener Straße 65 Karte                            | |                          | 18. Oktober 1986  | 14              |
| weitere Bilder                                             | Wohnhaus                                                   | Hervest Dorfstraße 4 Karte                                | |                          | 18. Oktober 1986  | 15              |
| weitere Bilder                                             | Gaststätte Jägerhof                                        | Hervest Dorfstraße 3 Karte                                | |                          | 18. Oktober 1986  | 16              |
| weitere Bilder                                             | Stationskapelle                                            | Hervest Halterner Straße 546 Karte                        | bei Hof May |                          | 18. Oktober 1986  | 17              |
| weitere Bilder                                             | katholische Pfarrkirche St. Josef                          | Hervest Josefstraße 1 Karte                               | nach Entwurf des Gelsenkirchener Architekten Josef Franke | 1928–1930                | 18. Oktober 1986  | 18              |
| weitere Bilder                                             | Stationskapelle                                            | Hervest Kapellenweg / Orthöve Karte                       | |                          | 18. Oktober 1986  | 19              |
| weitere Bilder                                             | Stationskapelle                                            | Hervest Orthöve / Hof Kemna Karte                         | |                          | 18. Oktober 1986  | 20              |
| Wohnhaus                                                   | Wohnhaus                                                   | Hervest Paulusstraße 9 Karte                              | |                          | 18. Oktober 1986  | 21              |
| Hof Schulte-Tenderich                                      | Hof Schulte-Tenderich                                      | Hervest Tenderichstraße 1 Karte                           | |                          | 18. Oktober 1986  | 23              |
| Stationskapelle                                            | Stationskapelle                                            | Holsterhausen Emmelkämper Weg / Am Steinwerk Karte        | |                          | 18. Oktober 1986  | 24              |
| Alte Antoniuskirche (heute Pfarrsaal)                      | Alte Antoniuskirche (heute Pfarrsaal)                      | Holsterhausen Hauptstraße 26 Karte                        | | 1443 (Ausbau zur Kirche) | 18. Oktober 1986  | 25              |
| katholische Pfarrkirche St. Antonius (Neue Antoniuskirche) | katholische Pfarrkirche St. Antonius (Neue Antoniuskirche) | Holsterhausen Hauptstraße 34 Karte                        | | 1912–1913, um 1955       | 18. Oktober 1986  | 26              |
| Hof Rasche                                                 | Hof Rasche                                                 | Holsterhausen Luisenstraße 42 Karte                       | |                          | 18. Oktober 1986  | 27              |
| Kapelle St. Anna                                           | Kapelle St. Anna                                           | Holsterhausen Schermbecker Straße / Emmelkämper Weg Karte | |                          | 18. Oktober 1986  | 28              |
| Stationskapelle                                            | Stationskapelle                                            | Holsterhausen Stiller Weg / Hof Keller Karte              | |                          | 18. Oktober 1986  | 29              |
| weitere Bilder                                             | katholische Kirche St. Laurentius                          | Lembeck Schulstraße 1 Karte                               | |                          | 18. Oktober 1986  | 30 Wikidata     |
| Bildstock (Pörtnerskrüz)                                   | Bildstock (Pörtnerskrüz)                                   | Lembeck Speckinger Weg Karte                              | |                          | 18. Oktober 1986  | 31              |
| Wienbecker Mühlenhof                                       | Wienbecker Mühlenhof                                       | Deuten Weseler Straße 78–82 (gerade Hausnummern) Karte    | |                          | 18. Oktober 1986  | 32              |
| Steinkreuz                                                 | Steinkreuz                                                 | Lembeck Speckinger Weg 91 Karte                           | |                          | 18. Oktober 1986  | 33              |
| weitere Bilder                                             | katholische Pfarrkirche St. Urbanus                        | Rhade Urbanusring 12 Karte                                | |                          | 18. Oktober 1986  | 34              |
| Kriegerdenkmal                                             | Kriegerdenkmal                                             | Wulfen Hervester Straße / Orthöver Weg Karte              | |                          | 18. Oktober 1986  | 35              |
| Wohnhaus                                                   | Wohnhaus                                                   | Wulfen Burgring 24 Karte                                  | |                          | 18. Oktober 1986  | 36              |
| weitere Bilder                                             | katholische Pfarrkirche St. Matthäus                       | Wulfen Matthäusplatz 1 Karte                              | |                          | 18. Oktober 1986  | 37              |
| weitere Bilder                                             | Wohnhaus (ehemaliges Bauernhaus)                           | Wulfen Matthäusplatz 5 Karte                              | | 1854                     | 18. Oktober 1986  | 38              |
| Pfarrhaus                                                  | Pfarrhaus                                                  | Altstadt An der Vehme 1 Karte                             | |                          | 18. Oktober 1986  | 39              |
| weitere Bilder                                             | Wohnhaus                                                   | Altstadt Kappusstiege 19 Karte                            | „Seidemannsches Haus“ |                          | 18. Oktober 1986  | 40              |
| Ursulinenkloster                                           | Ursulinenkloster                                           | Altstadt Ursulastraße 8–12 (gerade Hausnummern) Karte     | |                          | 18. Oktober 1986  | 41              |
| Wohn- und Geschäftshaus                                    | Wohn- und Geschäftshaus                                    | Altstadt Essener Straße 24 Karte                          | |                          | 18. Oktober 1986  | 42              |
| Wohnhaus                                                   | Wohnhaus                                                   | Altstadt Alleestraße 9 Karte                              | |                          | 18. Oktober 1986  | 43              |
| Wohnhaus                                                   | Wohnhaus                                                   | Altstadt Alleestraße 7 Karte                              | |                          | 18. Oktober 1986  | 44              |
| Wohnhaus                                                   | Wohnhaus                                                   | Altstadt Gahlener Straße 6 Karte                          | |                          | 18. Oktober 1986  | 45              |
| Wohnhaus                                                   | Wohnhaus                                                   | Altstadt Kirchhellener Allee 46 Karte                     | |                          | 18. Oktober 1986  | 46              |
| Wohnhaus                                                   | Wohnhaus                                                   | Altstadt Kirchhellener Allee 66 Karte                     | |                          | 18. Oktober 1986  | 47              |
| Wohnhaus                                                   | Wohnhaus                                                   | Altstadt Alter Postweg 12 Karte                           | |                          | 18. Oktober 1986  | 48              |
| Wohnhaus                                                   | Wohnhaus                                                   | Altstadt Alter Postweg 10 Karte                           | |                          | 18. Oktober 1986  | 49              |
| Glocke der Siechenkapelle                                  | Glocke der Siechenkapelle                                  | Hardt Birkenhahnweg / Haselhuhnweg Karte                  | |                          | 18. Oktober 1986  | 50              |
| Villa                                                      | Villa                                                      | Hardt Hafenstraße 56 Karte                                | |                          | 18. Oktober 1986  | 51              |
| weitere Bilder                                             | Wohnhaus'                                                  | Feldmark Marler Straße 1 Karte                            | |                          | 18. Oktober 1986  | 52              |
| weitere Bilder                                             | Wohnhaus                                                   | Feldmark Bochumer Straße 21 Karte                         | |                          | 18. Oktober 1986  | 53              |
| Villa                                                      | Villa                                                      | Feldmark Im Ovelgünne 14 Karte                            | Umbau eines älteren Hauses als Direktorenvilla der 1913 gegründeten Dorstener Glashütte AG                                                                                  | 1916                     | 18. Oktober 1986  | 54              |
| Wohn- und Wirtschaftsgebäude                               | Wohn- und Wirtschaftsgebäude                               | Holsterhausen Hauptstraße 38 Karte                        | |                          | 18. Oktober 1986  | 55              |
| Bergarbeiterwohnhaus                                       | Bergarbeiterwohnhaus                                       | Holsterhausen Koldenfeld 2, 4 Hauptstraße 1 Karte         | |                          | 18. Juni 1986     | 56              |
| Mehrfamilienhaus                                           | Mehrfamilienhaus                                           | Holsterhausen Hauptstraße 2 Karte                         | |                          | 18. Oktober 1986  | 57              |
| weitere Bilder                                             | Schulgebäude der ehemaligen Marienschule                   | Hervest Bismarckstraße 72 Karte                           | |                          | 18. Oktober 1986  | 58              |
| weitere Bilder                                             | Fachwerkhaus (Pütter)                                      | Hervest Hellweg 204 Karte                                 | ehemalige Postpferdewechselstation (Relaisstation), heute durch Handwerksbetrieb genutzt                                                                                    |                          | 18. Oktober 1986  | 59              |
| Wohnhaus                                                   | Wohnhaus                                                   | Rhade Urbanusring 11 Karte                                | |                          | 18. Oktober 1986  | 60              |
| Stallgebäude                                               | Stallgebäude                                               | Rhade Debbingstraße 10 Karte                              | |                          | 18. Oktober 1986  | 61              |
| Wohnhaus mit Stallgebäude                                  | Wohnhaus mit Stallgebäude                                  | Rhade Lembecker Straße 38 Karte                           | |                          | 18. Oktober 1986  | 62              |
| Bildstock (Pörtnerskrüz)                                   | Bildstock (Pörtnerskrüz)                                   | Wulfen Burgring 9 Karte                                   | |                          | 18. Oktober 1986  | 63              |
| Bildstock (Pörtnerskrüz)                                   | Bildstock (Pörtnerskrüz)                                   | Lembeck Rekener Straße 2 Karte                            | |                          | 18. Oktober 1986  | 64              |
| Steinkreuz                                                 | Steinkreuz                                                 | Holsterhausen Hauptstraße / Pliesterbecker Straße Karte   | |                          | 18. Oktober 1986  | 65              |
| Steinkreuz                                                 | Steinkreuz                                                 | Wulfen Hervester Straße / Im Wauert Karte                 | Das Steinkreuz wurde bei einem Autounfall am 4. Januar 2025 zerstört. |                          | 18. Oktober 1986  | 66              |
| Kreuzigungsgruppe                                          | Kreuzigungsgruppe                                          | Hardt Philosophenweg Karte                                | |                          | 18. Oktober 1986  | 67              |
| Wohnhaus                                                   | Wohnhaus                                                   | Altendorf-Ulfkotte Im Schlatt 43a Karte                   | |                          | 18. Oktober 1986  | 68              |
| katholische Pfarrkirche Herz Jesu                          | katholische Pfarrkirche Herz Jesu                          | Deuten Kirchweg 11 Karte                                  | |                          | 16. Dezember 1994 | 69              |
| weitere Bilder                                             | katholische Pfarrkirche St. Paulus                         | Hervest Dorfstraße 2 Karte                                | |                          | 16. Dezember 1994 | 70              |
| Hofanlage                                                  | Hofanlage                                                  | Hervest An der Wienbecke 171 Karte                        | |                          | 16. Dezember 1988 | 71              |
| weitere Bilder                                             | Empfangsgebäude des Bahnhofs Dorsten                       | Altstadt Auf der Bovenhorst 21 Karte                      | |                          | 17. Januar 1989   | 72              |
| Wasserturm                                                 | Wasserturm                                                 | Feldmark Am Wasserturm 20 Karte                           | |                          | 11. Dezember 1991 | 73              |
| Wohnhaus und Tüshaus-Mühle                                 | Wohnhaus und Tüshaus-Mühle                                 | Deuten Weseler Straße 433 Karte                           | |                          | 24. April 1992    | 74              |
| weitere Bilder                                             | Tankstellenanlage                                          | Feldmark Bochumer Straße 56 Karte                         | ehemalige Tankstelle, nach Stilllegung langer Leerstand; Heute gibt es hier „Feinkost-Currywurst“ in Zusammenarbeit mit dem Dorstener Koch Björn Freitag.                   |                          | 22. März 1996     | 75              |
| Wohn- und Geschäftshaus, Lagergebäude                      | Wohn- und Geschäftshaus, Lagergebäude                      | Altstadt Alleestraße 15 Karte                             | |                          | 14. Mai 1993      | 76              |
| Rhader Mühle                                               | Rhader Mühle                                               | Rhade Lembecker Straße 140 Karte                          | |                          | 14. Mai 1993      | 77              |
| Brennerei                                                  | Brennerei                                                  | Deuten Weseler Straße 433 Karte                           | |                          | 14. Mai 1993      | 78              |
| Kötterhaus                                                 | Kötterhaus                                                 | Altendorf-Ulfkotte Achterfeld 39a Karte                   | | 19. Jahrhundert          | 29. Dezember 1993 | 79              |
| Meilenstein                                                | Meilenstein                                                | Holsterhausen Freudenberg Straße Karte                    | |                          | 29. Dezember 1993 | 80              |
| Midlicher Mühle                                            | Midlicher Mühle                                            | Lembeck Midlicher Bach 5 Karte                            | |                          | 29. Dezember 1993 | 81              |
| Zechenhaus                                                 | Zechenhaus                                                 | Holsterhausen Hauptstraße 5 Karte                         | |                          | 18. Juni 1986     | 82              |
| weitere Bilder                                             | ehemaliges Postamt                                         | Hervest Am Holzplatz 17 Karte                             | heute Moschee „Fatih Camii“ |                          | 4. März 1994      | 83              |
| weitere Bilder                                             | Schloss Lembeck                                            | Lembeck Wulfener Straße Karte                             | |                          | 9. September 1994 | 84              |
| weitere Bilder                                             | Michaeliskapelle                                           | Lembeck Rhader Straße 132 Karte                           | | 1727                     | 16. Dezember 1994 | 85 Wikidata     |
| Wohnhaus                                                   | Wohnhaus                                                   | Rhade Debbingstraße 13 Karte                              | |                          | 16. Dezember 1994 | 86              |
| Fachwerkhaus                                               | Fachwerkhaus                                               | Rhade Urbanusring 10 Karte                                | |                          | 16. Dezember 1994 | 87              |
| weitere Bilder                                             | Haus Hagenbeck                                             | Holsterhausen Hagenbecker Straße 111 Karte                | |                          | 16. Dezember 1994 | 88              |
| historisches Straßennetz                                   | historisches Straßennetz                                   | Altstadt Altstadtkern Karte                               | |                          | 16. Dezember 1994 | 89              |
| Jüdischer Friedhof                                         | Jüdischer Friedhof                                         | Feldmark Hasselbecke Karte                                | |                          | 16. Dezember 1994 | 90              |
| aufgelassener Friedhof                                     | aufgelassener Friedhof                                     | Altstadt Feldhausener Straße Karte                        | |                          | 16. Dezember 1994 | 91              |
| Zweiständerbau                                             | Zweiständerbau                                             | Lembeck Endelner Weg / Im Zitter 7 Karte                  | |                          | 22. Dezember 1995 | 92              |
| Bildstock (Pörtnerskrüz)                                   | Bildstock (Pörtnerskrüz)                                   | Lembeck Michaelisweg 12 Karte                             | |                          | 22. Dezember 1995 | 93              |
| Forsthaus                                                  | Forsthaus                                                  | Rhade Hakenweg 95 Karte                                   | |                          | 24. Oktober 1997  | 94              |
| Kötterhaus                                                 | Kötterhaus                                                 | Deuten Deutener Weg 9 Karte                               | | 18. Jahrhundert          | 24. Oktober 1997  | 96              |
| Friedhofsportal                                            | Friedhofsportal                                            | Rhade Höfer Weg Karte                                     | |                          | 24. Oktober 1997  | 97              |
| Bildstock (Pörtnerskrüz)                                   | Bildstock (Pörtnerskrüz)                                   | Lembeck Kaisersweg Karte                                  | |                          | 24. Oktober 1997  | 98              |
| doppelseitiger Bildstock                                   | doppelseitiger Bildstock                                   | Lembeck Mergelkuhle 38 Karte                              | |                          | 24. Oktober 1997  | 99              |
| Bergwerk Fürst Leopold 1/2                                 | Bergwerk Fürst Leopold 1/2                                 | Hervest Halterner Straße Karte                            | ehemaliges Zechengelände, zum Gewerbegebiet umgenutzt; In den restaurierten Zechengebäuden ist das „Creativquartier Fürst Leopold“ mit Gastronomie und Kunst untergebracht. |                          | 25. Mai 2004      | 100             |
| weitere Bilder                                             | Empfangsgebäude des Bahnhofs Wulfen                        | Wulfen Kleiner Ring 41 Karte                              | |                          | 24. August 2007   | 101             |
| Wohnhaus                                                   | Wohnhaus                                                   | Wulfen Weseler Straße 81 Karte                            | | ca. 1910                 | 17. März 2014     | 102             |